# Capital TV
Capital TV fue un canal de televisión abierta peruano de índole informativa, miscelánea, deportiva y musical, propiedad del Grupo RPP.

## Historia
La emisora inició sus emisiones durante la década de 1980 bajo el nombre de Unitel. Transmitía por la frecuencia 27 de la banda UHF de Lima Metropolitana y fue fundada por el empresario José Luis Banchero. La estación, en ese entonces, presentaba programación variada. Desde 2005, el canal volvió a emitir por televisión abierta por un lapso de dos años. En 2010, nuevamente retoma sus emisiones de manera esporádica como señal de prueba, cuya programación consistía en vídeos musicales en bucle. Dos años más tarde, en 2012, la emisora fue adquirida por el Grupo RPP con la intención de relanzar el canal en la televisión digital terrestre.
Para finales de 2013, Unitel finaliza sus emisiones. El 4 de agosto de 2014, el canal es relanzado como Capital TV y se le añade su propia señal en alta definición dentro de la TDT.
El canal poseía programación periodística, y de discusión y debate.
Anteriormente, Capital TV también estaba disponible en Chiclayo en el canal 39 de la banda UHF de esa ciudad, emitiendo de forma analógica. Además, en Arequipa se encontraba en señal de pruebas dentro del canal 43 en UHF, en Huancayo se encontraba en el canal 25 UHF, en Trujillo en el canal 47 de la UHF y en Piura en el canal 33 UHF, todas emitiendo de forma analógica. Sin embargo, tales estaciones no emiten programación por conexión en vivo con el canal principal, ya que la emisora principal en Lima no distribuía el canal vía satélite.
El 27 de julio de 2020, cesó emisiones la emisora de radio del mismo nombre por la baja audiencia que tenía. Por ende, Capital TV dejó de transmitir en vivo ya que el canal retransmitía programas producidos para la estación de radio. Mientras se emitía música variada por fiestas patrias en la repetición del programa maratónico Unidos del Grupo RPP y repeticiones de Habla Capital y Capital deportes por la mañana, Capital TV salió del aire el 31 de julio. Por la TDT de Lima, el canal finalizó con una pancarta de colores, mientras que al nivel nacional, sus estaciones repetidoras fueron vendidas a Latina Televisión y comenzaron a retransmitir su programación. Y en las frecuencias que estaba el canal en las cableoperadoras fueron reemplazadas por otros canales. En noviembre de 2021 la señal TDT de Lima fue alquilada al canal Top Latino TV en la frecuencia 3.2, mientras que en el 3.1 siguió con la pantalla de colores.

## Logotipos

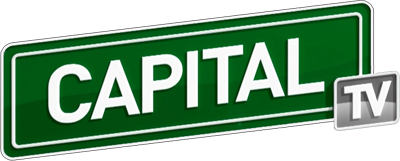
2014-2017
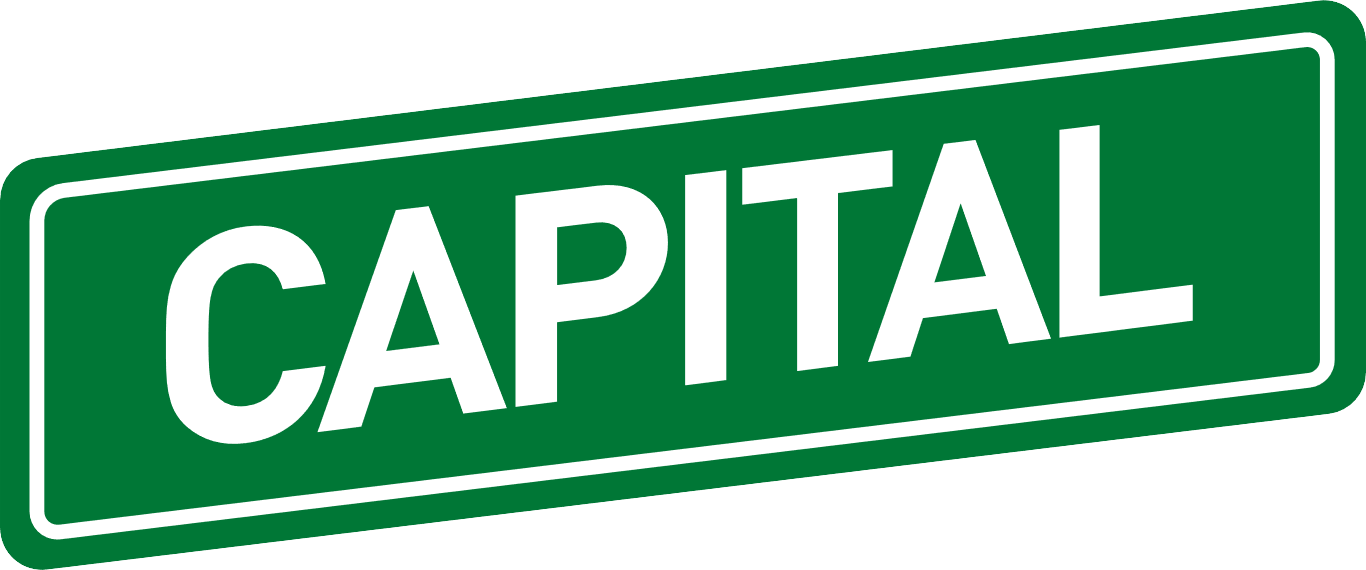
2017-2019
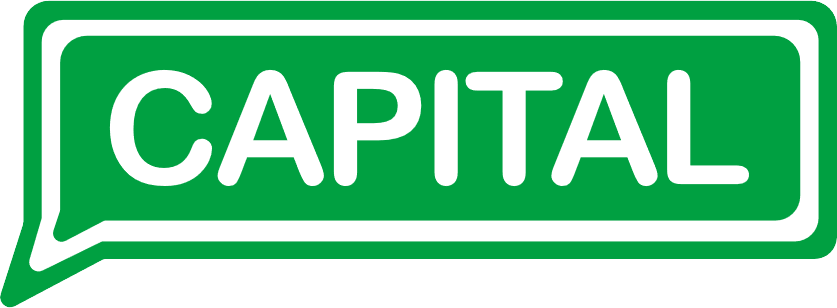
2019-2020

## Eslóganes
- 2014-2020: Tu opinión importa